# Adèle Kindt

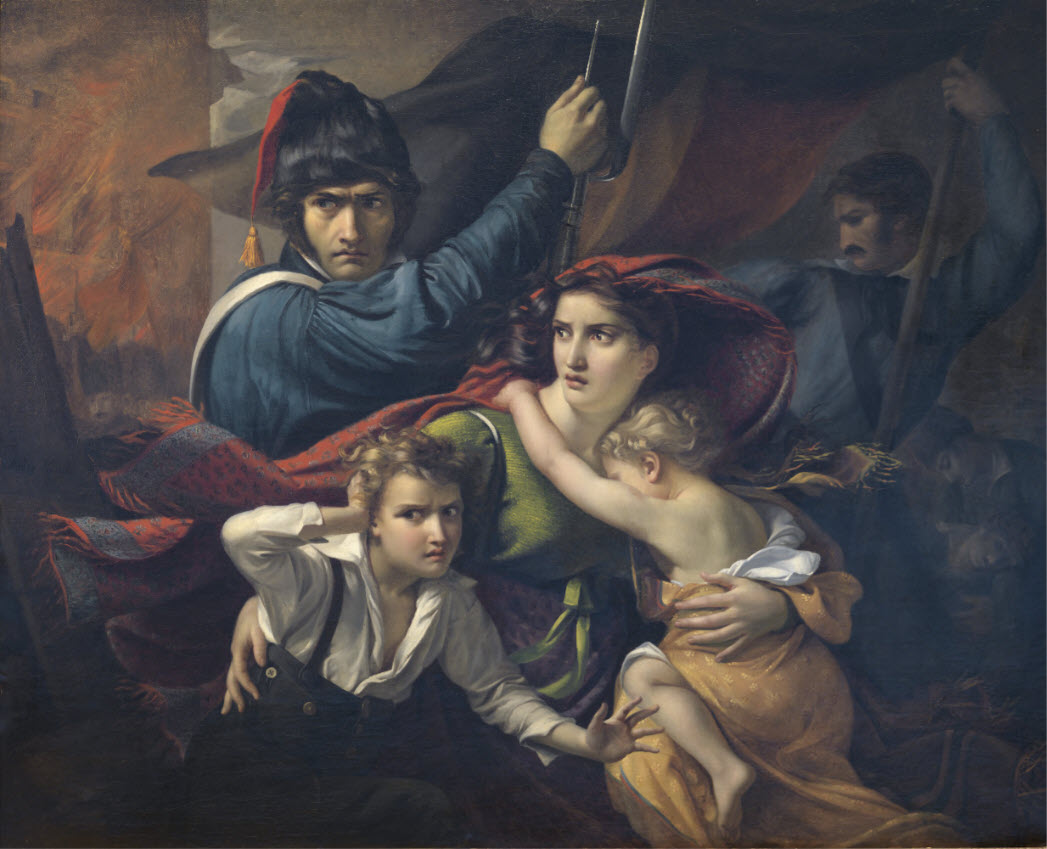
Particolare di "Episodio dei giorni del settembre 1830" di Adèle Kindt.

Adèle Kindt, pseudonimo di Marie-Adélaïde Kindt (Bruxelles, 16 dicembre 1804 – Schaerbeek, 1884), è stata una pittrice belga nota particolarmente per prediligere i ritratti e la pittura di genere.

## Biografia
Nata in una famiglia che produsse molte artiste, Marie-Adélaïde Kindt imparò a disegnare da Antoine Cardon. Studiò poi con François-Joseph Navez e venne incoraggiata da Jacques-Louis David.
Benché indirizzata alla pittura  neoclassica, produsse opere che si ispiravano al Romanticismo. I suoi primi lavori includevano molte scene storiche. Il suo "Episodio dei giorni del settembre 1830", raffigurante una scena della rivoluzione belga del 1830, è considerato il suo capolavoro ed è esposto nel museo cittadino di Bruxelles sulla Grand Place.
Dopo gli anni 1840, dipinse opere molto meno ambiziose, molti ritratti e scene di genere. Anche se adattò il suo stile alle richieste del pubblico, non riuscì a riottenere il successo della prima parte sua carriera. Morì a Schaerbeek.
Le sue sorelle minori, Clara e Laurence, furono delle paesaggiste, come sua cognata Isabelle Kindt-Van Assche.